# Fundació Wikimedia
La Fundació Wikimedia, oficialment coneguda en anglès Wikimedia Foundation, Inc. és una organització sense ànim de lucre amb seu a San Francisco, a l'estat de Califòrnia (Estats Units d'Amèrica), instituïda sota les lleis de l'estat de Florida. És l'organització matriu de diferents projectes col·laboratius (wiki) on el més conegut és Wikipedia (Viquipèdia).

## Història
La seva existència va ser oficialment anunciada pel cofundador de Viquipèdia Jimmy Wales el 20 de juny de 2003. El nom de «Wikimedia» va ser encunyat per Sheldon Rampton en una llista de correu el març del 2003 tres mesos després de l'aparició del Viccionari, el segon projecte wiki després de la Viquipèdia en els servidors de Wales. Tres mesos després es va anunciar la fundació sota aquest nom. Els noms dels dominis wikimedia.org i wikimediafoundation.org van ser adquirits per a la fundació, per Daniel Mayer.
L'executiva en cap de WMF des de 2016 és Katherine Maher.

## Operacions
La fundació està ubicada a San Francisco, als Estats Units.
Treball amb un grapat de projectes col·laboratius i enciclopèdics, on la fundació és responsable del manteniment tècnic però el contingut és produït per un moviment (la comunitat) d'escriptors voluntaris. Els projectes són accessibles a través de l'Internet i sense restriccions o preu. Els ingressos de la fundació provenen de les donations, mitjançant les campanyes anuaris a través els mateixos projectes.
Els seus projectes inclouen Wikipedia (Viquipèdia), Wiktionary (Viccionari), Wikiquote (Viquidites), Wikibooks (Viquillibres), Wikisource (Viquitexts), Wikimedia Commons, Wikispecies (Viquiespècies), Wikinews (Viquinotícies), Wikiversity (Viquiversitat), Wikidata, Wikivoyage (Viquiviatges), Wikimedia Incubator i Meta-Wiki.